# Стень Сергій Ярославович
Сергій Ярославович Стень (нар. 26 лютого 2002, Новояворівськ, Львівська область, Україна) — український футболіст, лівий вінґер рівненського «Вереса».

## Життєпис
Народився в місті Новояворівськ. З 2013 по 2014 рік виступав за ДЮСШ «Янтарний» (Новояворівськ) у юнацькому чемпіонаті Львівської області. З 2014 по 2019 рік грав за львівське УФК в ДЮФЛУ.
У липні 2019 року перейшов до юнацької команди «Карпат», за яку виступав до початку вересня 2020 року. За першу команду «Карпат» дебютував 6 вересня 2020 року в програному (0:3) домашньому поєдинку 1-го туру групи «А» Другої ліги України проти хмельницького «Поділля». Сергій вийшов на поле на 70-й хвилині замість Олега Веремієнка. Першим голом на професійному рівні відзначився 25 березня 2021 року на 90+1-й хвилині програного (1:4) виїзного поєдинку 14-го туру Другої ліги проти хмельницького «Поділля» після виходу на заміну на 64-й хвилині замість Романа Лісовика. У сезоні 2020/21 років зіграв 24 матчі та відзначився 1-м голом у Другій лізі України.
23 липня 2021 року вільним агентом перейшов до МФА. У футболці мукачівського клубу дебютував 24 липня 2021 року в переможному (1:0) домашньому поєдинку 1-го туру групи А Другої ліги України проти «Чернігова». Сергій вийшов на поле в стартовому складі та відіграв увесь матч, а на 90+3-й хвилині отримав жовту картку. Першими голами за МФА відзначився 7 серпня 2024 року на 32-й та 55-й хвилині нічийного (2:2) домашнього поєдинку 3-го туру групи А Другої ліги України проти галицьких «Карпат». Стень вийшов на поле в стартовому складі та відіграв увесь матч, а на 58-й хвилині отримав жовту картку. У сезоні 2021/22 років відзначився 4-ма голами у 18-ти поєдинках Другої ліги України.
З 19 лютого по 23 серпня 2022 року перебував на контракті в «Ужгороді», але за цю команду не зіграв жодного офіційного матчу через дострокове завершення сезону внаслідок початку повномасштабного російського вторгнення в Україну.
23 серпня 2022 року підсилив «Епіцентр». У футболці кам'янець-подільського клубу дебютував 27 серпня 2022 року в переможному (2:1) виїзному поєдинку 1-го туру групи А Першої ліги України проти чернівецької «Буковини». Сергій вийшов на поле в стартовому складі, а на 63-й хвилині його замінив бразилець Клаудіней. Першим голом за «Епіцентр» відзначився 6 травня 2023 року на 77-й хвилині програного (1:2) виїзного поєдинку 5-го туру чемпіонської групи Першої ліги України проти київської «Оболоні». Стень вийшов на поле на 59-й хвилині замість Андрія Ляшенка. За два сезони, проведені в подільському клубі, у Першій лізі України зіграв 48 матчів (7 голів), 2 поєдинки у плей-оф за право підвищитися в класі та 3 матчі в кубку України.
22 червня 2024 року підписав 3-річний контракт з «Металістом 1925». У футболці харківського клубу дебютував 3 серпня 2024 року в переможному (4:1) виїзному поєдинку першого попереднього раунду кубку України проти київського «Локомотива». Сергій вийшов на поле в стартовому складі, на 44-й хвилині відзначився першим голом за харків'ян, а на 80-й хвилині його замінив Олександр Смітюх. У Першій лізі України дебютував за «Металіст 1925» 8 серпня 2024 року в програному (0:1) виїзному поєдинку 1-го туру групи Б проти ФСК «Маріуполь». Стень вийшов на поле в стартовому складі, а на 46-й хвилині його замінив Олександр Смітюх. Першим голом за харківський клуб відзначився 12 вересня 2024 року на 35-й хвилині переможного (2:1) виїзного поєдинку 6-го туру групи Б Першої ліги України проти запорізького «Металурга». Сергій вийшов на поле в стартовому складі, на 24-й хвилині отримав жовту картку, а на 77-й хвилині його замінив Євгеній Пасіч.

## Досягнення
«Металіст 1925»:
 Бронзовий призер Першой ліги України: 2024/25